# Линкенбах
Линкенбах (нем. Linkenbach) — община в Германии, в земле Рейнланд-Пфальц.
Входит в состав района Нойвид. Подчиняется управлению Пудербах. Население составляет 479 человек (на 31 декабря 2010 года). Занимает площадь 5,43 км².